# 中田祝夫
中田 祝夫（なかだ のりお、1915年11月30日 - 2010年4月13日）は、日本の国語学者、筑波大学名誉教授。

## 経歴
奈良県奈良市生まれ。東京文理科大学卒業。1958年「古点本の国語学的研究総論編」で東京教育大学文学博士。戦後、東京教育大学教授、筑波大学教授、1980年定年退官、名誉教授、愛知大学教授。1986年退職。1989年春、勲三等旭日中綬章受勲。
2010年、心不全のため94歳で死去。

## 業績
漢文古訓点の権威で、『古語大辞典』編纂のほか、『日本霊異記』の全訳などで知られるが、専門は古辞書で、節用集諸本の影印作成、索引作成を行った。

## 著書
- 『古点本の国語学的研究 第1-2』大日本雄弁会講談社 1954-1958
- 『古本節用集六種研究並びに総合索引』風間書房 1968
- 『東大寺諷誦文稿の国語学的研究』風間書房 1969
- 『文明本節用集研究並びに索引』風間書房 1970
- 『中世古辞書四種研究並びに総合索引』風間書房 1971
- 『印度本節用集古本四種研究並びに総合索引』勉誠社 (古辞書大系) 1974
- 『恵空編節用集大全研究並びに索引』勉誠社 (古辞書大系)　1975
- 『妙一記念館本仮名書き法華経　翻字編・索引編・研究編』霊友会 1989-1993

### 共編著
- 『テーブル式国文法便覧』青木一男共著 評論社 1960
- 『新選古語辞典』小学館 1963
- 『古語大辞典』北原保雄・和田利政共編 小学館 1983
- 『日本語の世界 4 日本の漢字』林史典共著、中央公論社 1982／改訂『日本の漢字』 中公文庫 2000

### 編纂・校訂・訳
- 紀貫之『土佐日記』（校註）大日本雄弁会講談社 1951 (新註国文学叢書)
- 富士谷成章『あゆひ抄新注』竹岡正夫と注 風間書房 1960
- 『色葉字類抄 研究並びに索引』峯岸明共編 風間書房 1964
- 『倭玉篇 研究並びに索引』北恭昭共編 風間書房 1966
- 『古本下学集七種研究並びに総合索引』林義雄共編 風間書房 1971
- 『書言字考節用集研究並びに索引』小林祥次郎共編 風間書房 1973
- 『日本古典文学全集 6 日本霊異記』校注・訳 小学館 1975、講談社学術文庫（全3巻）1980
- 『倭玉篇夢梅本篇目次第研究並びに総合索引』北恭昭共編 勉誠社 1976 (古辞書大系)
- 『多識編自筆稿本刊本三種研究並びに総合索引』小林祥次郎共編 勉誠社 1977 (古辞書大系)
- 『字鏡集白河本寛元本研究並びに総合索引 第1-2冊』林義雄共編 勉誠社 1977-78 (古辞書大系)
- 『色葉字類抄研究並びに総合索引』峰岸明共編 風間書房 1977
- 『合類節用集研究並びに索引』小林祥次郎共編 勉誠社 1979 (古辞書大系)
- 『無量義経古点』兜木正亨共編 勉誠社 1979 (古点本資料叢刊)
- 『倭玉篇(慶長15年版)研究並びに索引』北恭昭共編 勉誠社 1981 (古辞書大系)
- 『江戸時代の伊豆紀行文集』長倉書店 1988
- 『新編日本古典文学全集 10 日本霊異記』校注・訳 小学館 1995
- 『上宮聖徳法王帝説』勉誠社 1981（影印）、新版1997、2018
- 『印度本節用集和漢通用集他三種研究並びに総合索引』根上剛士共編 勉誠社 1982 (古辞書大系)

### 記念論集
- 『国語学論集』 中田祝夫博士功績記念国語学論集刊行会 勉誠社 1979